# ボエジャーズ国立公園

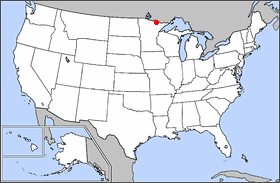
ボエジャーズ国立公園の位置

ボエジャーズ国立公園（ボエジャーズこくりつこうえん、Voyageurs National Park）は、ミネソタ州北端部、インターナショナルフォールズ市の近くにある米国の国立公園である。1975年に設立。年間約235,000人の観光客が訪れる（2006年は231,875人）。総面積は882 km²（218,054 エーカー）である。
公園は、見事な水資源で有名で、カヌー、カヤック、その他のボート乗り、漁師や釣り人に人気がある。カベトガマ半島 (Kabetogama Peninsula) はその全域が公園内にあり、公園の陸地の大部分がこの半島で構成されている。公園の外周にはいくつかのボート・ランプとビジター・センターがある。公園の主要部へは夏季はボート、冬季はスノーモービルやクロスカントリースキー、かんじきで行くことができる。
よく見られる野生動物は、アメリカグマ、オジロジカ (white-tailed deer)、ハクトウワシ、ハシグロオオハム (common loons)である。公園内でのスノーモービルの使用は、イエローストーン国立公園と同様、賛否両論があり、反対論者は公園の自然の美を損ない、野生動物に悪影響を与えると主張している。
公園の東には、バウンダリー・ウォーターズ・カヌー・エリア・ウィルダネス (Boundary Waters Canoe Area Wilderness)が広がる。

## 歴史

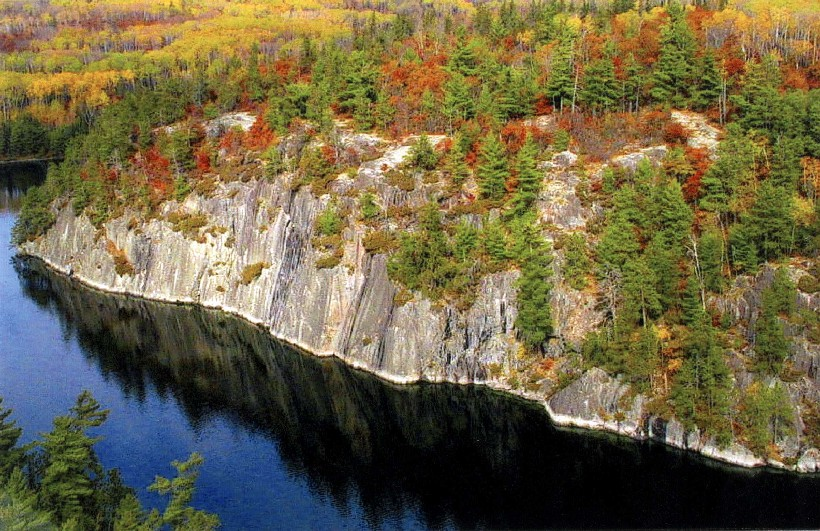
初秋のボエジャーズ国立公園

公園創設は1891年4月、大統領にミネソタ州に国立公園を創設してほしいと要請するミネソタ州議会 (Minnesota Legislature) 決議において提案された。そのほぼ80年後、連邦議会はこれを承認し、リチャード・ニクソン大統領が1971年1月8日法案に署名した。
公園は17世紀から18世紀にかけ、毛皮などの交易品を運んでこの地域を行き交いした人々を指す呼び名、ボエジャーズにちなんで命名されている。。
2006年9月30日、公園内の敷地のうち、461.3km²（114,000 エーカー）が自然保護地域に指定された。

## 公園の水系
5つの大きな湖が公園内あるいは公園の境界にある。すなわち、カベトガマ湖、ナマカン湖 (Lake Namakan)、レイニー湖 (Rainy Lake)、サンド・ポイント湖 (Sand Point Lake)、クレイン湖 (Crane Lake)である。これらのうちナマカン湖、レイニー湖、サンド・ポイント湖は、米国とカナダの国境をまたいでいる。ナマカン湖とサンド・ポイント湖は冬を除きボートでしか行くことはできない。多くの小さな湖が公園内に点在し、とりわけカベトガマ半島には多い。最も人気のあるものはロケーター湖畔道 (Locator Lakes trail) にある。

### スポーツ・フィッシング
公園内の主要な湖は、ウォールアイ (Walleye)、キタカワカマス (Northern Pike)、コクチバス、クラッピー (Crappie) の生息地である。公園内に点在する小さな湖には、すべての湖にすべての種類の魚がいるわけではないが、オオクチバス、レイクトラウト (lake trout)、ブルーギル、その他の小さなブルーギル属の魚、イエローパーチ (Yellow Perch) も見られる。例えば、レイク・トラウトは、主に、ケトル滝 (Kettle Falls) の北のクルーザー湖 (Cruiser Lake) に見られる。カベトガマ半島の中心にあるシューパック湖 (Shoepack Lake)とルート湖 (Root (Little Shoepack) lake) は、オオカワカマス (Muskellunge) の亜種(E. m. immaculatus)の生息地である。kこの亜種は、ミネソタ州南部とウィスコンシン州で広く見られる亜種 （E. m. muskellunge）と明らかに異なっている。シロマスの一種、レイクホワイトフィッシュ (Lake Whitefish) も産卵のために浅瀬に移動する秋に、スポーツ・フィッシングの獲物として人気がある。釣りにはもってこいの場所である。

## ケトル滝
公園内でもっとも興味深くユニークな場所の1つは、ナマカン湖(Lake Namakan) とレイニー湖 (Rainy Lake)の間にあるケトル滝である。ケトル滝にはケトル滝ホテル (Kettle Falls Hotel) がある。ホテルは、1910年、木材王エド・ローズ (Ed Rose) によって建設され、以後今日までホテルとして運営されている。地域の歴史への多大な貢献により、1976年、ホテルは歴史遺産登録制度 (National Register of Historic Places) に登録された。ケトル滝には、夏はボートでのみ行ける。ここは南の48州の中で米国がカナダを南に見ることができる数少ない場所の1つである。